# Johann Heinrich Schulze
Johann Heinrich Schulze (Colbitz, 12 maggio 1687 – Halle, 10 ottobre 1744) è stato un chimico e ricercatore tedesco.

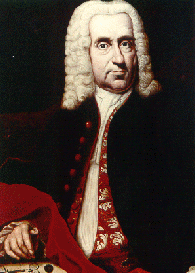
Johann Heinrich Schulze

Figlio di un sarto, rimase orfano in giovane età, dal 1697 fino al 1704 frequentò le scuole presso l'orfanotrofio fondato da August Hermann Francke a Halle, dal 1704 al 1717 studiò, presso l'università di Halle, dapprima medicina per poi passare allo studio della teologia attratto dalle teorie di 
Christoph Cellarius e dagli studi dell'orientalista Johann Heinrich Michaelis.
Conclusi gli studi insegnò per alcuni anni presso la Franckesche Stiftungen, nel 1715 decise di riprendere gli studi di medicina e venne accolto come apprendista da Friedrich Hoffmann. Nel 1717, durante degli esperimenti di chimica si accorse che un composto di gesso, argento e acido nitrico contenuto all'interno di una bottiglia di vetro, cambiava colore sul lato esposto alla luce, mentre rimaneva chiaro dall'altra. Chiamò la sostanza scotophorus, portatrice di tenebre. Ripeté l'esperimento utilizzando delle foglie o carta ritagliata appoggiata sulla bottiglia e, a seguito dell'esposizione alla luce, vide comparire la sagoma dell'oggetto applicato. Nel 1719 pubblicò i risultati delle sue ricerche Scotophorus pro phosphoro inventus, seu experimentum curiosum de effectu radiorum solarium, in Bibliotheca Novissima Oberservationum ac Recensionum, Sectio V divenendo uno dei precursori della fotografia moderna. 
Nel 1717 si laureò in medicina, nel 1720 ottenne una cattedra di anatomia e chirurgia presso l'università di Altdorf. Nel 1721 entrò a far parte dell'Accademia Cesarea Leopoldina. Dopo aver pubblicato brevi articoli sulla storia della medicina nel 1728 venne pubblicata la sua opera principale (incompiuta) Historia medicinae. 
Così come il suo mentore Hoffman anche Schulze si occupò di iatrochimica e iatromeccanica, fondamentali furono i suoi scritti sulla pericolosità dei contenitori metallici per la conservazione di cibi e medicinali. 

Nel 1729 divenne anche ordinario di greco e arabo e nel 1728 decifrò le scritte cufiche sul mantello di Ruggero II usato nelle incoronazioni degli imperatori del Sacro Romano Impero. 
Nel 1732 tornò ad Halle dove insegnò eloquenza, storia antica e medicina. Fu uno dei principali numismatici del XVIII secolo, la sua collezione è conservata presso l'istituto di archeologia dell'Università "Martin Lutero" di Halle-Wittenberg.